# Vendresse
 Vendresse  es una población y comuna francesa, en la región de Champaña-Ardenas, departamento de Ardenas, en el distrito de Charleville-Mézières y cantón de Omont.

## Demografía
| 547 | 515 | 469 | 406 | 402 | 400 |
| Para los censos de 1962 a 1999 la población legal corresponde a la población sin duplicidades (Fuente: INSEE [Consultar]) |     |     |     |     |     |

## Lugares
- Arboretum de Vendresse